# Јужнокорејски вон
Јужнокорејски вон (корејски: 원) је званична валута у Јужној Кореји. Међународни код је KRW. Симбол за вон је ₩. Вон издаје Банка Кореје. У 2008. години инфлација је износила 2,5%. Један вон састоји се од 100 теоријских џеона.
Реч вон је когнат кинеског јуана и јапанског јена. Сва три назива потичу од кинеског карактера 圓 за округли облик.
Постоје новчанице у износима 1000, 5000, 10000 и 50000 вона као и кованице од 1, 5, 10, 50, 100 и 500 вона.